# Villa Massimo
Villa Massimo eller Tyska akademin Villa Massimo i Rom (tyska Deutsche Akademie Rom Villa Massimo, italienska Accademia Tedesca Roma Villa Massimo) är en tysk kulturinrättning och stipendieform, instiftad 1913 och förlagd till Rom av berlinaren, företagaren och mecenaten Eduard Arnold (1849-1925). 

## Utformning
Villa Massimo byggdes åren 1910-1914 och skänktes därefter till den preussiska staten tillsammans med ett stiftelsekapital på 680 000 riksmark. Stipendiet betraktas som ett av Tysklands viktigaste utmärkelser till framträdande konstnärer inom områdena bildkonst, arkitektur, litteratur, musik (komposition). Från början var det enbart avsett för bildkonstnärer. På 1930-talet började även arkitekter uppmärksammas och på 1950-talet tillkom såväl tonsättare som författare. Stipendiater inbjuds till en tio månaders vistelse i Villa Massimo i Rom eller till en tre månaders vistelse i Casa Baldi, 57 km sydost om Rom i den lilla comunen Olevano Romano. Det finns tio ateljéer i Villa Massimo och två i Casa Baldi. Stipendiaterna bor gratis och får 2 500 € i månaden (2011). Tanken är att det ska stimulera till arbete. Akademin anordnar årligen talrika konserter, uppläsningar och symposier, och presenterar konstnärernas verk i utställningsform. De stipendiater från Akademie der Künste, vilka är inkvarterade i Villa Serpentara (inte långt från Olevano), tas också om hand av Villa Massimo och är med i Romakademins aktiviteter.

## Kända stipendiater[2]
| Bildkonstnärer - 1913-1914: Adolf von Hildebrand - 1930: Karl Schmidt-Rottluff - 1931–1932: Edgar Jené - 1932–1933: Arno Breker, Felix Nussbaum - 1957: Fritz Koenig - 1976: Anselm Kiefer - 1991–1992: Eberhart Bosslet - 2003: Thomas Demand, Roland Boden, Matthias Hoch, Leni Hoffmann, Rainer Splitt, Volkhard Kempter, Silke Schatz - 2004: Martin Schmidt, Adam Page, Frank Mädler, Markus Löffler, Andree Korpys, Eva Hertzsch, Christoph Girardet - 2005: Sandra Hastenteufel, Gabriele Basch, Manuel Franke, Wolfgang Kaiser, Veronika Kellndorfer - 2006: Christoph Brech, Parastou Forouhar, Astrid Nippoldt, Hansjörg Dobilar - 2007: Aurelia Mihai, Carsten Nicolai, Matthias Weischer, Stefan Mauck - 2008: David Zink Yi, Elke Zauner, Felix Schramm - 2009: Jochen Lempert, Henriette Grahnert, Fernando Bryce - 2010: Christian Jankowski, Heidi Specker, Christian Jankowski, Ulrike Kuschel - 2011: Via Lewandowsky, Julia Schmidt, Maria Sewcz - 2012: Jeanne Faust, Eva Leitolf, Nicole Wermers, Phillipp Lachenmann - 2013: David Schnell, Isa Melsheimer, Clemens von Wedemeyer - 2014: Hans-Christian Schink, Nasan Tur, Annika Larsson, Eli Cortinas - 2015: Marieta Chirulescu, Maix Mayer, Karin Sander - 2016/2017: Nezaket Ekici, Adnan Softic, Göran Gnaudschun | Arkitekter - 2003: Imke Woelk - 2004: Heike Schuppelius - 2005: Heike Böttcher, Jakob Timpe - 2006: Bernd Bess - 2007: Antje Freiesleben, Rudolf Finsterwalder, Wieka Muthesius - 2008: Beate Kirsch, - 2009: Sebastian Reinhardt, Daniel Widrig - 2010: Jan Liesegang, Norbert Sachs - 2011: Andrea Hartmann, Matthias Graf von Ballestrem - 2012: Antje Buchholz, Birgit Elisabeth Frank, Kai Nikolaus Grüne, Jörn Köppler - 2013: Pia Meier Schriever, Eike Roswag, Anna Viader Soler, Verena von Beckerath - 2014: Jan Edler, Thilo Folkerts - 2015: Michael Hirschbichler, Jorg Sieweke - 2016/2017: Anna Kubelik | Tonsättare - 1979-80: Wolfgang Rihm - 1981: Hans-Jürgen von Bose - 2004: Carsten Hennig, Jamilia Jazylbekova - 2005: Rudi Spring, Sebastian Claren - 2006: Oliver Schneller, Maxim Seloujanov - 2007:Dieter Dolezel, Sylke Zimpel, Anton Safronov - 2008: Arnulf Herrmann, Stephan Winkler - 2009: Charlotte Seither, Márton Illés - 2010: Philipp Maintz, Anno Schreier - 2011: Sven-Ingo Koch, Marc Sabat - 2012: Stefan Bartling, Hauke Berheide - 2013: Stefan Johannes Hanke, Birke J. Bertelsmeier - 2014: Hanna Eimermacher, Vito Žuraj, Saam Schlamminger - 2016-2017: Lisa Streich, Torsten Herrmann | Författare - 1959: Hans Magnus Enzensberger - 1962: Uwe Johnson - 1971-72: Friedrich Christian Delius - 1972-73: Rolf Dieter Brinkmann - Nicolas Born - 1991-1992: Herta Müller - 2003: Thomas Kunst - 2004: Marion Poschmann, Dieter M. Gräf - 2005: Julia Franck, Feridun Zaimoğlu - 2006: Terézia Mora, Andreas Maier, Gregor Sander - 2007: Ulf Stolterfoht, Ingo Schulze - 2008: Navid Kermani, Thorsten Becker - 2009: Rabea Edel, Silke Scheuermann - 2010: Marcel Beyer, Kathrin Schmidt - 2011: Jan Wagner, Lutz Seiler - 2012: Katja Lange-Müller, - 2013: Sibylle Lewitscharoff, María Cecilia Barbetta - 2014: Martin Mosebach, Oswald Egger - 2015: Eva Menasse - 2016/2017: Heike Geißler, Nina Jäckle, Hartmut Lange. | praktik stipendiat - 2008: Christine Birkle, Friedrich Forssman, Valentina Simeonova, Till Verclas, Josef Wagner - 2009: Martin Claßen, Armin Holz, Otto Sander, Helene Scharge, Sasha Waltz, Carolin Widmann - 2010: Konstantin Grcic, Wolfram Gabler, Marisol Montalvo, Stephan Müller, Anna Viebrock, Tanja Wesse, Werner J. Wolff - 2011: Peter Zizka, Soo-Jin Yim Heil, Michael Riessler (musiker), Jan Kollwitz, Lothar Baumgarten - 2012: Till Brönner, Jacqueline Huste, Jim Rakete, Wolfgang Sattler, Markus Schroer, Phillip Stollmann - 2013: Christian Brückner, Dieter Froelich, Barbara Klemm, Eike König, Jaroslav Poncar - 2014: Stefan Sagmeister, Jan-Ole Gerster, Emmanuel Heringer, Paul Lovens, Saam Schlamminger - 2015: Andreas Uebele, Manos Tsangaris, Tobias Müller, Bernd Grimm, Andreas Bode, Bettina Blümner - 2016–2017: Anna Depenbusch, Corinna Oschmann, Iain Dilthey, Joachim Sauter, Philip Gröning, Susanne Schimk |